# 青山俊董
青山 俊董（あおやま しゅんどう、1933年〈昭和8年〉1月15日 - ）は曹洞宗の尼僧。澤木興道、内山興正、余語翠巖らに師事した。
大本山總持寺西堂（2022年〜）。愛知専門尼僧堂堂長（1976年〜）。塩尻市の曹洞宗無量寺住職（1975年〜2006年）、以降東堂。
曹洞宗師家会会長、博多市の明光寺僧堂師家などを歴任。

## 経歴
昭和8年（1933年）、愛知県一宮市の在家（農家）の生まれ。母が妊娠・出産した際、御講の場において、御嶽教の先達であった祖父から、生まれてくる子は将来出家するであろうとの予言（神託）があったとされる。
昭和12年（1937年）4月8日、数え年５歳（満４歳）の時、実家・両親から離れ、長野県塩尻市の無量庵（昭和17年に「無量寺」となる）に入門する。神託を伝え聞いていた無量庵庵主（住職）青山周山尼（伯母：父の姉）が、数え５歳になるのを待ってから寺に迎え入れた。周山尼とその弟子・仙宗亮寛尼（周山尼の従姉妹）の２人が師匠であり、育ての親となって小僧教育を受ける。7歳の時に実父が亡くなる。
昭和20年（1945年）、旧制女学校１年（12歳）の時に終戦。
昭和23年（1948年）の春、中学校卒業式の前日（15歳）に、剃髪・出家得度（本師：松本市全久院、倉科俊機）。得度後、無量寺を離れ、愛知専門尼僧堂に入堂。さらに愛知学院の定時制高校に入学。
尼僧堂に入堂して最初の臘八摂心の時、師家として招聘されていた澤木興道（当時68歳）と出会い、生涯の師と仰ぐ。以降、澤木が亡くなるまでの17年間、常に澤木を眼間に据える。尼僧堂に入堂後、4年間に渡り尼僧堂での修行生活を送りつつ、午後４時から午後8時半の間だけは定時制高校に移動し授業を受ける生活を送る。
昭和27年（1952年）春（19歳）、高校卒業と尼僧堂の課程を修了後、上京、駒澤大学仏教学部に進学。その後、同大学院進学。大学院は、最初文学を専攻し、一時的に仏教から逸れたが、後に自分の選択の誤りに気づき、仏教学に切り替えている。大学院修士号取得。さらに、3年間に渡り曹洞宗教化研修所に籍を置く。仏道との両立は無理と判断し、結婚の縁談は全て断っている。
昭和37年（1962年）秋（29歳）、東京青松寺の眼蔵会で澤木による正法眼蔵八大人覚の提唱を聴講したのが、直接に澤木の謦咳に接した最後となる。
昭和38年（1963年）7月（30歳）、東京での11年間の大学遊学を切り上げ、15年ぶりに師匠たち（周山尼、仙宗尼）の居る無量寺に帰山。無量寺にて参禅会、茶道・華道教室などの活動を開始。
昭和39年（1964年）4月（31歳）より、愛知専門尼僧堂　講師。
昭和40年（1965年）12月21日に澤木興道が遷化。その葬儀（京都安泰寺での49日間の摂心葬）に弔問しに行った当時の尼僧堂堂長・田中道倫から、接心葬に関して伝え聞いたことがきっかけとなり、澤木亡き後、次の師を求めていた中にあって、内山興正を知る。
昭和41年（1966年）2月28日（33歳）、翌日3月1日開始の5日間接心に参加するために京都安泰寺を初めて訪れた際、内山興正（当時53歳）に会う。以降、青山老師は、内山の終生まで、30年以上に渡り師事した。
昭和47年（1972年）6月（39歳）、總持寺の伝光会接心にて、總持寺後堂だった余語翠巖（当時59歳）に出会う。以降、青山老師は、余語の終生まで、24年に渡り師事した。
昭和49年（1974年）12月（41歳）、実母と師匠の周山尼が相次いで亡くなる。
昭和50年（1975年）11月（42歳）、無量寺住職。
昭和51年（1976年）、愛知専門尼僧堂、堂長。
昭和59年（1984年）（51歳）、特別尼僧堂堂長、正法寺住職を兼務。
平成4年（1992年）２月（59歳）、師匠の仙宗尼が亡くなる。
平成18年（2006年）11月（73歳）、無量寺住職を退董。以降、無量寺東堂。
平成21年（2009年）（76歳）、曹洞宗の僧階「大教師」に、尼僧として初めて就任。
平成26年（2014年）5月（81歳）、曹洞宗師家会会長に就任。
平成28年（2016年）（83歳）、博多市の明光寺僧堂の師家に就任。年四回、公開講座形式で従容録を提唱。
令和4年（2022年）1月（88歳）、大本山総持寺の西堂に就任。年四回、總持寺の修行僧を対象に学道用心集、従容録を提唱。令和5年（2023年）には永平寺に出講し、雲水を対象に正法眼蔵の提唱を行った。

### 受賞
平成18年（2006年）、仏教伝道文化賞功労賞

## 功績
青山老師は、半世紀にわたり、愛知専門尼僧堂の堂長として尼僧の育成を行うとともに、特定の日には僧堂を一般に公開することを促進し、信徒のための参禅会を開催している。尼僧堂は、曹洞宗の国際的な影響力を拡大する上で重要な役割を果たしており、海外出身の尼僧が尼僧堂で修行した後、母国に戻って禅僧として活躍するケースがある。青山老師は、大学生活を終え、東京から無量寺に帰山した1963年以降、無量寺において60年以上に渡り、参禅会、茶道・華道教室などを継続し、一般信徒の教化を行なった。そのため青山老師は、名古屋（尼僧堂）と塩尻（無量寺）とを頻繁に往来した。また、新型コロナウィルスの流行前までは、北海道から九州までの全国各地の会場で毎月のように定例講座を開催していた。青山老師のもとで出家得度した直接の弟子の数は６０名以上いる。
日本国外での活動も多い。昭和４６、５７、平成２３年インドへの仏跡巡拝、マザー・テレサの救済活動への参加。昭和５４、６２年、東西霊性交流の代表団の一員としての渡欧。平成７年、イタリア「アッシジ国際研究会議」出席。昭和５９年、平成９、１７年に訪米。アメリカ各地の禅道場を巡回布教する。
茶道、書道、華道などにも通じる。

## 著作
- 「茶禅閑話―茶の湯十二話」（中山書房仏書林 1978年10月 ISBN 978-4890970476）
- 「天地いっぱいに生きる」（曹洞宗宗務庁 1982年3月）
- 「法の華鬘抄―法句経を味わう」（柏樹社 1984年9月 ISBN 978-4826300681）
- 「道元禅師・典座教訓 すずやかに生きる」（大蔵出版 1987年4月 ISBN 978-4804353067）
- 「今にいのち燃やして―「私」を捨ててどう道を開くか」（佼成出版社 1987年4月 ISBN 978-4333012657）
- 「生かされて生かして生きる」（春秋社 1989年10月 ISBN 978-4393153048）
- 「道を求めて」（主婦の友社 1992年5月 ISBN 978-4079384797）
- 「禅の知恵―『正法眼蔵随聞記』に学ぶ」（ひろさちやと共著 鈴木出版 1994年5月 ISBN 978-4790230182）
- 「『典座教訓』講話」（柏樹社 1995年8月 ISBN 978-4826300872）
- 「禅のまなざし」（鈴木出版 1996年5月 ISBN 978-4790210627）
- 「花有情」（主婦の友社 1997年4月 ISBN 978-4072192306）
- 「もう一人の私への旅」（彌生書房 1997年9月 ISBN 978-4841507386）
- 「道はるかなりとも」（佼成出版社 1998年11月 ISBN 978-4333018710）
- 「仏のいのちを生死する」（春秋社 1999年10月 ISBN 978-4393153055）
- 「悲しみはあした花咲く―青山俊董「摂心日めくり法話」」（光文社 2000年2月 ISBN 978-4334972486）
- 「照らされて知る我が姿」（鴻盟社 2000年3月 ISBN 978-4876811625）
- 「心の道しるべ―法句経を味わう」（彌生書房 2001年3月 ISBN 978-4841507645）
- 「わが人生をどう料理するか――「典座教訓」に参ずる」上・下（春秋社 2001年9月・10月 ISBN 978-4393153079、ISBN 978-4393153086）
- 「般若心経ものがたり」（彌生書房 2002年11月 ISBN 978-4841507683）
- 「典座教訓をよむ ―道元に学ぶ人生」上・下（日本放送出版協会 2003年3月・9月 ISBN 978-4149104843、ISBN 978-4149104850）
- 「禅のことばに生き方を学ぶ」（春秋社 2003年8月 ISBN 978-4393153093）
- 「心の故郷からのお便り」（市民タイムス 2003年10月 ISBN 978-4921178109）
- 「新・美しき人に―禅に生きる尼僧の言葉」（ぱんたか 2004年9月 ISBN 978-4938532253）
- 「道元禅師に学ぶ人生―典座教訓をよむ」（日本放送出版協会 2005年3月 ISBN 978-4140841938）
- 「道元禅師・今を生きることば」（大法輪閣 2006年1月 ISBN 978-4804612294）
- 「めぐりあいのよろこび」（松本梶丸・荒崎良徳と共著 慧文社 2006年3月 ISBN 978-4905849414）
- 「あなたに贈ることばの花束」（春秋社 2006年10月 ISBN 978-4393153284）
- 「茶禅閑話―松籟に聴く」（中山書房仏書林 2007年12月 ISBN 978-4890970742）
- 「光を伝えた人々―従容録ものがたり」（春秋社 2008年12月 ISBN 978-4393153321）
- 「光に導かれて―従容録ものがたりII」（春秋社 2009年11月 ISBN 978-4393153338）
- 「一度きりの人生だから―もう一人の私への旅」（海竜社 2010年9月 ISBN 978-4759311402）
- 「あなたなら、やれる―禅のまなざし」（海竜社 2011年9月 ISBN 978-4759311990）
- 「光のなかを歩む: 従容録ものがたりIII」（春秋社 2011年10月 ISBN 978-4393153352）
- 「今、ここから始めよう」（海竜社 2013年12月 ISBN 978-4759313437）
- 「くれないに命耀く: 禅に照らされて」（春秋社 2015年12月 ISBN 978-4393153390）
- 「泥があるから、花は咲く」（幻冬舎 2016年12月 ISBN 978-4344030428）
- 「禅のおしえ12か月」（佼成出版社、2018年12月 ISBN 978-4333027958）